# عبدالعزیز (دونده)
عبدالعزیز (انگلیسی: Abdul Aziz; ۱۰ نوامبر ۱۹۲۴ – ۱ ژانویهٔ ۱۹۴۹) دونده سرعت اهل پاکستان بود.